# Cleanin’ Out My Closet
«Cleanin’ Out My Closet» (рус. Я открою тебе тайну) — песня американского рэпера Eminem'а выпущенная 17 сентября 2002 года как второй сингл из его четвёртого студийного альбома «The Eminem Show». В отличие от первого, комедийного сингла «Without Me», «Cleanin’ Out My Closet» представляет собой серьёзную песню о его детстве и сложных отношениях с родителями. Песня использовалась в первом трейлере к фильму «8 миля», который вышел в ноябре 2002 года. В 2005 году песня вошла в альбом-сборник «Curtain Call: The Hits».

## Лирика
В песне он описывает то, как другие протестуют против его лирики. Он подчёркивает ярость, которую чувствует по отношению к его семье и то, как он хорошо состоялся без них, также он продолжает уверять свою аудиторию в том, что основная цель его слов, обращённых к его матери, никогда не была направлена лишь на то, чтобы стать узнаваемым («now I would never dis' my own mama just to get recognition»).
Эм: «Closet» жестокая песня, но я считаю, что в свое время моя мама поступала со мной не менее жестоко. Всю свою жизнь стараешься избавиться от этого человека и зажить собственной жизнью, больше не вспоминая о былом. Но от этого трудно отцепиться. Воспоминания возвращаются, преследуют, и каким-то образом пролезают в твою жизнь. Наверное, «Closet» это моя песня-попытка забыть о прошлом. Можно сказать, что таким образом я умываю свои руки, навожу порядок в своем чулане. С меня довольно».            

## Видеоклип
Клип показывает жизнь молодого Маршалла, его отношения с матерью и отцом, который никогда не жил с ним. Одна из запоминающихся сцен, продолжающаяся до конца видео — сцена рытья могилы для его матери. Ещё одна интересная деталь клипа — лицо его матери всё время скрыто разными объектами или нарочно обходится камерами.

## Список композиций
CD-сингл для Великобритании
| №                   | Название                                           | Автор(ы)            | Продюсеры                          | Длительность             |
| ------------------- | -------------------------------------------------- | ------------------- | ---------------------------------- | ------------------------ |
| 1.                  | «Cleanin’ Out My Closet»                           | M. Mathers, J. Bass | Eminem, Jeff Bass                  | 4:57                     |
| 2.                  | «Cleanin’ Out My Closet» (инструментальная версия) | M. Mathers, J. Bass | Eminem, Jeff Bass                  | 4:57                     |
| 3.                  | «Stimulate»                                        | M. Mathers, J. Bass | Eminem, Jeff Bass (дополнительный) | 5:06                     |
| 4.                  | «Cleanin’ Out My Closet» (видеоклип)               | M. Mathers, J. Bass | Eminem, Jeff Bass                  | 4:57                     |
| Общая длительность: | Общая длительность:                                | Общая длительность: | Общая длительность:                | Общая длительность 19:57 |

Кассетное издание для Великобритании
| №                   | Название                                           | Автор(ы)            | Продюсеры                          | Длительность             |
| ------------------- | -------------------------------------------------- | ------------------- | ---------------------------------- | ------------------------ |
| 1.                  | «Cleanin’ Out My Closet»                           | M. Mathers, J. Bass | Eminem, Jeff Bass                  | 4:57                     |
| 2.                  | «Cleanin’ Out My Closet» (инструментальная версия) | M. Mathers, J. Bass | Eminem, Jeff Bass                  | 4:57                     |
| 3.                  | «Stimulate»                                        | M. Mathers, J. Bass | Eminem, Jeff Bass (дополнительный) | 5:06                     |
| Общая длительность: | Общая длительность:                                | Общая длительность: | Общая длительность:                | Общая длительность 15:00 |

## Позиции в чартах и продажи
| Чарт (2002)                          | Наивысшая позиция |
| ------------------------------------ | ----------------- |
| Australian Singles Chart             | 3                 |
| Austrian Singles Chart               | 5                 |
| Belgian Singles Chart (Flanders)     | 6                 |
| Belgian Singles Chart (Wallonia)     | 10                |
| Danish Singles Chart                 | 3                 |
| Eurochart Hot 100                    | 3                 |
| Finnish Singles Chart                | 10                |
| French Singles Chart                 | 20                |
| German Singles Chart                 | 4                 |
| Hungarian Singles Chart              | 8                 |
| Irish Singles Chart                  | 3                 |
| Italian Singles Chart                | 8                 |
| Netherlands Singles Chart            | 4                 |
| New Zealand Singles Chart            | 5                 |
| Norwegian Singles Chart              | 4                 |
| Romanian Singles Chart               | 5                 |
| Swedish Singles Chart                | 3                 |
| Swiss Singles Chart                  | 5                 |
| UK Singles Chart                     | 4                 |
| U.S. Billboard Hot 100               | 4                 |
| U.S. Billboard Pop 100               | 7                 |
| U.S. Billboard Rhythmic Top 40       | 2                 |
| U.S. Billboard Hot R&B/Hip-Hop Songs | 11                |
| U.S. Billboard Top 40 Mainstream     | 7                 |
| U.S. Billboard Hot Rap Tracks        | 5                 |

| Чарт (2002)                      | Позиция |
| -------------------------------- | ------- |
| Australian Singles Chart         | 40      |
| Austrian Singles Chart           | 46      |
| Belgian (Flanders) Singles Chart | 42      |
| Belgian (Wallonia) Singles Chart | 59      |
| Dutch Top 40                     | 73      |
| Swiss Singles Chart              | 59      |
| UK Singles Chart                 | 94      |

| Страна         | Сертификат | Количество продаж |
| -------------- | ---------- | ----------------- |
| Австралия      | Платиновый | 70 000            |
| Бельгия        | Золотой    | 20 000            |
| Новая Зеландия | Золотой    | 7 500             |
| Швеция         | Золотой    | 10 000            |

## Интересные факты
- Песня «Stimulate» должна была быть включена в альбом «The Eminem Show», но её заменила «Say Goodbye to Hollywood». «Stimulate» позже вышла в составе сингла «Cleanin’ Out My Closet» и на бонус-диске саундтрека к фильму «8 Миля».
- Режиссёр фильма «8 Миля» хотел использовать песню «Cleanin’ Out My Closet» в качестве саундтрека, но Эминем сказал, что это слишком личное, и записал Lose Yourself.

## Внешние ссылки
- Billboard.com  (недоступная ссылка с 10-08-2013 [4358 дней] — история, копия)
- "Cleanin' Out My Closet" Official music video на YouTube